# 李更新
李更新（1914年—），男，浙江人，中国经济学家，曾任中国审计学会顾问，中国会计学会副会长。